# Post-pánico
El movimiento Post-Pánico es una expresión artística cultural creada por el actor, cineasta, director de teatro y guionista Joan Frank Charansonnet, con la intención de ser compartida y divulgada con otros creadores del mundo. Este joven director recibe de esta manera el testigo y apadrinamiento de Fernando Arrabal para crear un nuevo lenguaje artístico acorde a los nuevos tiempos.
Este nuevo movimiento es una herencia directa del movimiento Pánico creado en los 60 por Fernando Arrabal, Roland Topor y Alejandro Jodorowsky que pretendía anunciar la locura controlada como supervivencia ante una sociedad en crisis de valores (la sociedad posmoderna). Sus autores sugerían un universo barroco, preciso, un mundo delirante y matemático; una mezcla de contrarios: de amor y odio, tragedia y comedia, mal gusto y refinamiento estético, el sacrilegio y lo sagrado, lo individual y lo colectivo; el ritual ceremonial: en actos trascendentales de la vida; la visión onírica, y a veces cruel y satírica de la vida, la sinrazón del mundo; 
Joan Frank Charansonnet define el postpánico a través de una metáfora para comprender sus principios:

El Movimiento Post-Pánico es como una " garota empordanesa " ( erizo de mar) , desgarrador , violento en sus extremidades, punzante , transgresor , anarquico con la propia naturaleza que lo tiraniza, pero a la vez cuando lo abres y lo degustas se transforma en un manantial de polipoesía que sale de su verdadera , pura y pasional alma libre. El postpánico son velocidades cíclicas, circulares que se unen a mensajes universales y lenguajes atemporales.

En julio de 2010 se inició el rodaje de REGRESSION , primer largometraje Post-Pánico de la historia dirigido por Joan Frank Charansonnet y que cuenta con la colaboración de Fernando Arrabal interpretando El CANCILLER. Esta película cuyo guion está firmado por Israël Gutierrez Collado y el propio Charansonnet es una producción privada de la Productora Catalana JUNNAFILMS 